# Селва ди Проњо
Селва ди Проњо (итал. Selva di Progno) је насеље у Италији у округу Верона, региону Венето.
Према процени из 2011. у насељу је живело 179 становника. Насеље се налази на надморској висини од 570 м.

## Становништво
Према резултатима пописа становништва 2011. у општини је живело 934 становника.
| 1931. | 1936. | 1951. | 1961. | 1971. | 1981. | 1991. | 2001. | 2011. |
| ----- | ----- | ----- | ----- | ----- | ----- | ----- | ----- | ----- |
| 2.930 | 2.759 | 2.705 | 2.273 | 1.596 | 1.185 | 1.017 | 1.001 | 934   |